# The Black Keys
The Black Keys est un duo de blues rock américain, originaire d'Akron, dans l'État de l'Ohio,. Le groupe est composé du chanteur et guitariste Dan Auerbach et du batteur Patrick Carney. Le nom du groupe provient d'un artiste schizophrène nommé Alfred McMoore que le duo connaissait et qui aurait laissé des messages incohérents sur le répondeur de leurs pères se référant à eux comme des « notes noires » (traduction de l'anglais black keys) quand il était en colère.
Le groupe sort son premier album The Big Come Up en 2002 sur le label indépendant Alive Records, label spécialisé en musique underground, fondé par Patrick Boissel. En 2003, ils rejoignent le label de blues Fat Possum Records basé dans l'État du Mississippi et rencontrent le succès mondial avec l'album Thickfreakness. The Black Keys rendent un hommage appuyé au défunt guitariste Junior Kimbrough qu'ils considèrent comme leur principale source d'inspiration. Ils ont d'ailleurs réarrangé nombre de ses morceaux, Do the Rump sur The Big Come Up ou encore Everywhere I Go sur Thickfreakness. En 2006, ils lui ont même consacré un mini album, Chulahoma, comprenant 6 reprises du guitariste. L'album Brothers, sorti le 18 mai 2010, compte plus d'un million d'exemplaires vendus. Leur huitième album, Turn Blue, est sorti le 7 mai 2014, un neuvième album, Let's Rock est sorti le 28 juin 2019 , et Delta Kream, est paru en 2021. En 2022 ils ont sortis leur album Dropout Boogie. En 2024 est annoncé la sortie de leur dernier album Ohio Players.

## Biographie

### Débuts etThickfreakness(2001-2003)
Le guitariste et chanteur Dan Auerbach, et le batteur Patrick Carney se rencontrent vers huit ou neuf ans dans un quartier d'Akron. Auerbach et Carney ont tous deux des antécédents musicaux. Auerbach est le cousin du guitariste Robert Quine, un « vétéran de la scène avant-rock new-yorkaise. » Carney est le neveu du saxophoniste Ralph Carney, qui a joué sur plusieurs albums de Tom Waits. Pendant leurs études au Firestone High School, ils se lient d'amitié, même s'ils viennent de différents horizons — Auerbach était capitaine de l'équipe de football du lycée, et Carney était un reclus. Encouragés par leurs frères, le duo commence à jammer en 1996 ; Auerbach apprenait à jouer de la guitare en même temps, et Carney possédait un enregistreur quatre pistes et une batterie,. Après avoir obtenu leur diplôme, ils passent brièvement à l'Université d'Akron avant leur renvoi,.
Le groupe sort son premier album, The Big Come Up, au début de l'année 2002. L'album est une jolie réussite pour un groupe de rock indépendant. Sont tirés de cet album deux singles, Leavin' Trunk et She Said, She Said. Les deux chansons sont des reprises : Leavin 'Trunk est un standard de blues traditionnel et She Said She Said est un titre des Beatles. La chanson I'll Be Your Man est, plus tard, utilisée comme thème de la série Hung sur HBO. Malgré les ventes modestes de The Big Come Up, il attire l'intérêt du public et des critiques, leur permettant de signer avec le label Fat Possum Records.
Le groupe sort Thickfreakness en avril 2003, qui est enregistré dans la cave du batteur Patrick Carney en 14 heures sur un magnétophone 8 pistes. L'album est reçu positivement par les critiques et engendre trois singles : Set You Free, Hard Row, et une reprise de Richard Berry, Have Love, Will Travel. La reprise de Junior Kimbrough est, cette fois, Everywhere I Go à l'origine de Junior Kimbrough. Time nomme plus tard Thickfreakness troisième meilleur album de l'année 2003. Cette année, le duo reçoit une offre de 200 000 ₤ pour l'usage d'une de leur chanson sur une publicité pour une marque anglaise de mayonnaise. Sur la suggestion de leur agent artistique, ils rejettent l'offre de peur d'être des « vendus » et de ne plus avoir l'estime de leurs fans,,. Le groupe tourne intensément en 2003, jouant ses premières dates hors des États-Unis et ouvrant notamment pour Sleater-Kinney, Beck, et Dashboard Confessional,. Cependant, la fatigue oblige le groupe à annuler ses dates européennes. En août, le groupe fait ses débuts télévisés au Late Night with Conan O'Brien et joue aux Reading and Leeds Festivals,. Alors que la popularité de leurs pairs, The White Stripes, s'accroit, The Black Keys est souvent comparé à ces derniers — souvent comme groupe dérivé — les deux groupes étant des duos originaires du Midwest jouant des sons bluesy,.

### Rubber FactoryetMagic Potion(2004-2006)

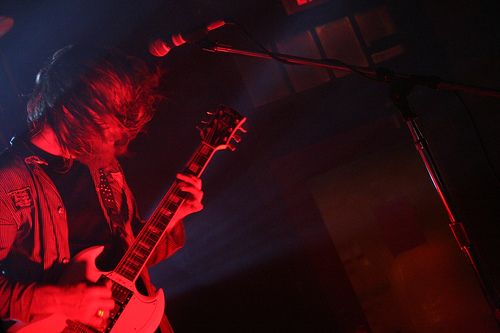
Auerbach avec The Black Keys en décembre 2006.

The Black Keys publie un EP, The Moan, le 19 janvier 2004, avec Have Love Will Travel, comme version alternative de Heavy Soul, et deux reprises. Le groupe se retrouve en difficulté financière et a du mal à percer de nouveau auprès des radios et télévisions ; ils accumulent 3 000 $ de pertes de recettes pendant leur tournée européenne. Frustré par ce manque de succès, le groupe décide de vendre sa musique, commençant avec Set You Free pour une publicité chez Nissan. La chanson sera placée ailleurs dans les médias télévisés et même vidéoludiques. Le groupe joue à plusieurs festivals de renom à la mi-2004, comme le Coachella et le Bonnaroo.
Le groupe revient le 7 septembre 2004 avec son troisième album, Rubber Factory, enregistré dans une usine désaffectée. L'album contient les singles 10 A.M. Automatic, 'Til I Get My Way, et Girl Is on My Mind. L'album est enregistré entre février et mai 2004. Il est le premier du groupe à atteindre la 143e place du Billboard 200. Rubber Factory reçoit des critiques très positives et est cité parmi les meilleurs de l'année par Entertainment Weekly et The New Yorker. Deux singles y sont issus, 10 A.M. Automatic et le single double face-A 'Till I Get My Way/Girl Is on My Mind. L'acteur David Cross réalise le clip pour 10 A.M. Automatic. Le duo soutient l'album avec une tournée nord-américaine, européenne, et australienne. En 2005, le groupe sort son premier album live, Live, enregistré au Metro Theatre de Sydney, en Australie, le 18 mars 2005. En juillet, ils jouent au festival Lollapalooza.
Le 2 mai 2006, The Black Keys sortent Chulahoma: The Songs of Junior Kimbrough, un album six-titres qui comprend des reprises de chansons de Junior Kimbrough. Il est le dernier publié au label indépendant Fat Possum Records. Le groupe signera après chez la major Nonesuch Records. Magic Potion est leur quatrième album, publié sur Nonesuch Records. Il est leur premier disque à ne contenir que du matériel original. Publié le 12 septembre 2006, l'album est le premier du groupe publié chez Nonesuch.

### Attack and ReleaseetBrothers(2008-2010)

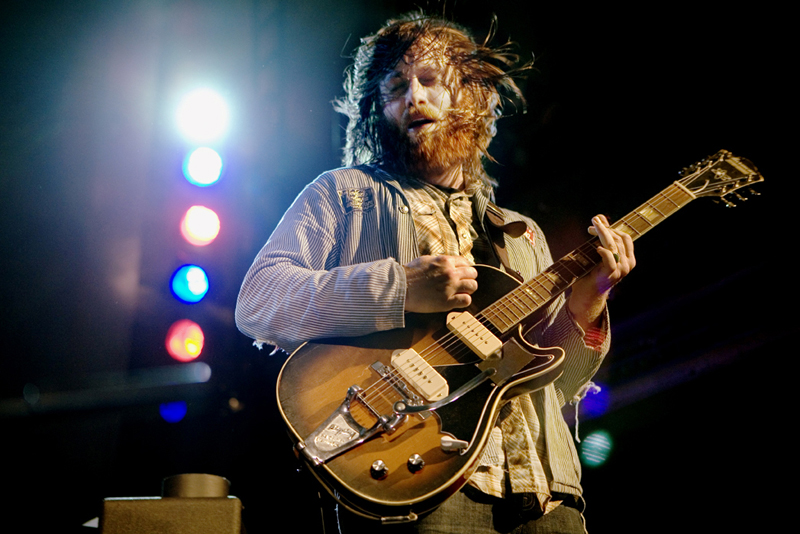
Auerbach jouant avec The Black Keys en mars 2008.

Attack and Release, le cinquième album du groupe est produit par Danger Mouse et publié le 1er avril 2008. Le disque reçoit des critiques parfois partagées mais Rolling Stone le classe à la 83e place des plus grands albums des années 2000. La chanson I Got Mine est utilisée dans les bandes originales des films The A-Team (2010), The Watch (2012), Homefront (2013), et Tomorrowland (2015) ainsi que dans le jeu vidéo Tony Hawk: Ride (2009).
Brothers est publié le 18 mai 2010, comprenant 15 chansons. L'album a été produit par les Black Keys et Mark Neill et a été mixé par Tchad Blake. Les singles Tighten Up (produit par  Danger Mouse) et Next Girl permettent à l'album de rencontrer un vif succès commercial avec plus d'un million de copies vendues à ce jour. L'album est récompensé par l'award du meilleur album dans la catégorie musique alternative. Il est aussi classé à la seconde place du classement des meilleurs albums de 2010 par le magazine Rolling Stone.

### El Camino(2011-2013)
Le septième album du groupe sort le 5 décembre 2011. Les références à l'histoire du rock américain y sont nombreuses. Porté par les singles Lonely Boy, Gold On The Ceiling et Little Black Submarines il est comme son prédécesseur un triomphe commercial, vendant plus de 200 000 copies la semaine de sa sortie aux États-Unis et se classant 2e au Billboard. En 2013 il reçoit l'award pour le meilleur album de rock.

### Turn Blue(2014)
Le 21 mars 2014, les Black Keys annoncent la sortie de leur huitième album Turn Blue via le Twitter du boxeur Mike Tyson. Ce disque paraît le 7 mai 2014. Il est produit par Danger Mouse. Turn Blue est précédé du single Fever dévoilé le 24 mars 2014.
En janvier 2015, Patrick Carney est victime d'un accident de surf sur une plage de Saint-Barthélemy où il est en vacances. Il se blesse sérieusement à l'épaule, ce qui l'empêche de jouer pendant une longue période. Il s'ensuit donc, pour le groupe, une pause forcée pendant laquelle Dan Auerbach sort en 2017 un second album solo intitulé Waiting On a Song.

### Let's Rock(2019)
Il faut attendre le 7 mars 2019 pour de nouveau les retrouver avec la sortie d'un morceau inédit, Lo/Hi.
Fin avril 2019, ils dévoilent un nouveau single intitulé Eagle Birds extrait de leur futur album, Let's Rock, il s'agit de leur neuvième album studio et paraît le 28 juin 2019.

### Dropout Boogie(2022)
Le 13 mai 2022, le groupe sort son 11e album studio baptisé "Dropout Boogie". Quelques semaines auparavant, le titre "Wild Child", premier extrait de ce nouvel opus, est diffusé sur les plateformes de streaming, accompagné d'un clip, visible sur YouTube notamment.

### Ohio Players(2024)
En janvier 2024, The black keys annoncent la sortie de leur album Ohio Players prévu pour le 5 avril 2024. Courant février, les titres Beautiful People (Stay High) et I Forgot To Be Your Lover, sortent en extrait de ce 12e album.

## Matériels
Dan Auerbach utilise du matériel vintage : guitare Harmony H78 que l'on voit le plus souvent, une Harmony Stratotone, une Thunderbird 64, une Supro Coronado blanche, une National noir. Il se branche sur deux amplificateurs ; un Marshall et un Fender. Il utilise également une pédale fuzz Big Muff de chez Electro Harmonix ou Sovtek. Les claviers sont aussi vintages : Rhode, orgue Farfisa.

## Membres

### Membres actuels
- Dan Auerbach – guitare, voix, basse, piano (depuis 2001)
- Patrick Carney – batterie, percussions (depuis 2001)

### Musiciens de tournée
- Nick Movshon – basse (2010)
- Leon Michels – claviers, percussions (2010)
- Gus Seyffert – basse, voix (depuis 2010)
- John Wood – claviers, guitare, chœurs, percussions (depuis 2010)

## Discographie

### Albums studio
- 2002 : The Big Come Up (Alive Records)
- 2003 : Thickfreakness (Fat Possum Records)
- 2004 : Rubber Factory (Fat Possum Records)
- 2006 : Magic Potion (Nonesuch Records)
- 2008 : Attack and Release (Nonesuch Records)
- 2010 : Brothers (Nonesuch Records)
- 2011 : El Camino (Nonesuch Records)
- 2014 : Turn Blue (Nonesuch Records)
- 2019 : Let’s Rock (Nonesuch Records)
- 2021 : Delta Kream (Nonesuch Records) (Album de reprises blues de John Lee Hooker, Ranie Burnette, etc.)
- 2022 : Dropout Boogie (Nonesuch Records)
- 2024 : Ohio Players (Nonesuch Records)
- 2025 : No Rain, No Flowers (Easy Eye Sound / Warner Records)

### EP
- 2002 : The Six Parts Seven/The Black Keys (Suicide Squeeze Records)
- 2003 : Leavin' Trunk/She Said, She Said (Isota Records)
- 2004 : The Moan (Alive Records)
- 2006 : Chulahoma, The Songs of Junior Kimbrough (Fat Possum Records)
- 2006 : Your Touch - The EP
- 2013 : Have Love, Will Travel (single) (Fat Possum Records)
- 2014 : Hard Row (single) (Fat Possum Records)
- 2014 : Till I Get My Way - Girl Is on My Mind (Fat Possum Records)

### Collaborations
- 2009 : Blakroc (V2 Music) (en collaboration avec de nombreux rappeurs)